# آلبا وینگز
هواپیمایی آلبا وینگز (به انگلیسی: Albawings) متعلق به کشور آلبانی است که دفتر اصلی آن در تیرانا و مرکز فعالیتش فرودگاه بین‌المللی مادر ترزای تیرانا است.

## تاریخ
آلبا وینگز در فوریه ۲۰۱۵ توسط دو کارآفرین، با نام‌های جنشن کل و دیمیتر تولا تأسیس شد. آلبا وینگز گواهی اپراتور هوایی (AOC) را توسط سازمان هواپیمایی کشوری آلبانیایی در ۴ فوریه سال ۲۰۱۶ گرفت.اولین هواپیمای این شرکت، یک بوئینگ ۷۳۷–۵۰۰، بود که با نام «روح تیرانا» مشهور شده است.
در ۲۰۱۶ دسامبر ۱۱، هواپیما اجاره ای بوئینگ ۷۳۷–۴۰۰ از حمل و نقل هوایی کاردیف اجاره شد.

## مقصدها
لیست مقصدهای آلبا وینگز در نوامبر ۲۰۱۶

### آلبانی
- تیرانا – فرودگاه بین‌المللی مادر ترزای تیرانا

### ایتالیا
- آنکونا – فرودگاه آنکونا
- فلورانس – فرودگاه پره‌تولا
- میلان – فرودگاه میلانو مالپنسا
- پروجا – فرودگاه بین‌المللی پروگیا
- ریمینی – فرودگاه فدریکو فلینی
- ترویزو – فرودگاه ترویزو
- ورونا – فرودگاه ورونا

## ناوگان

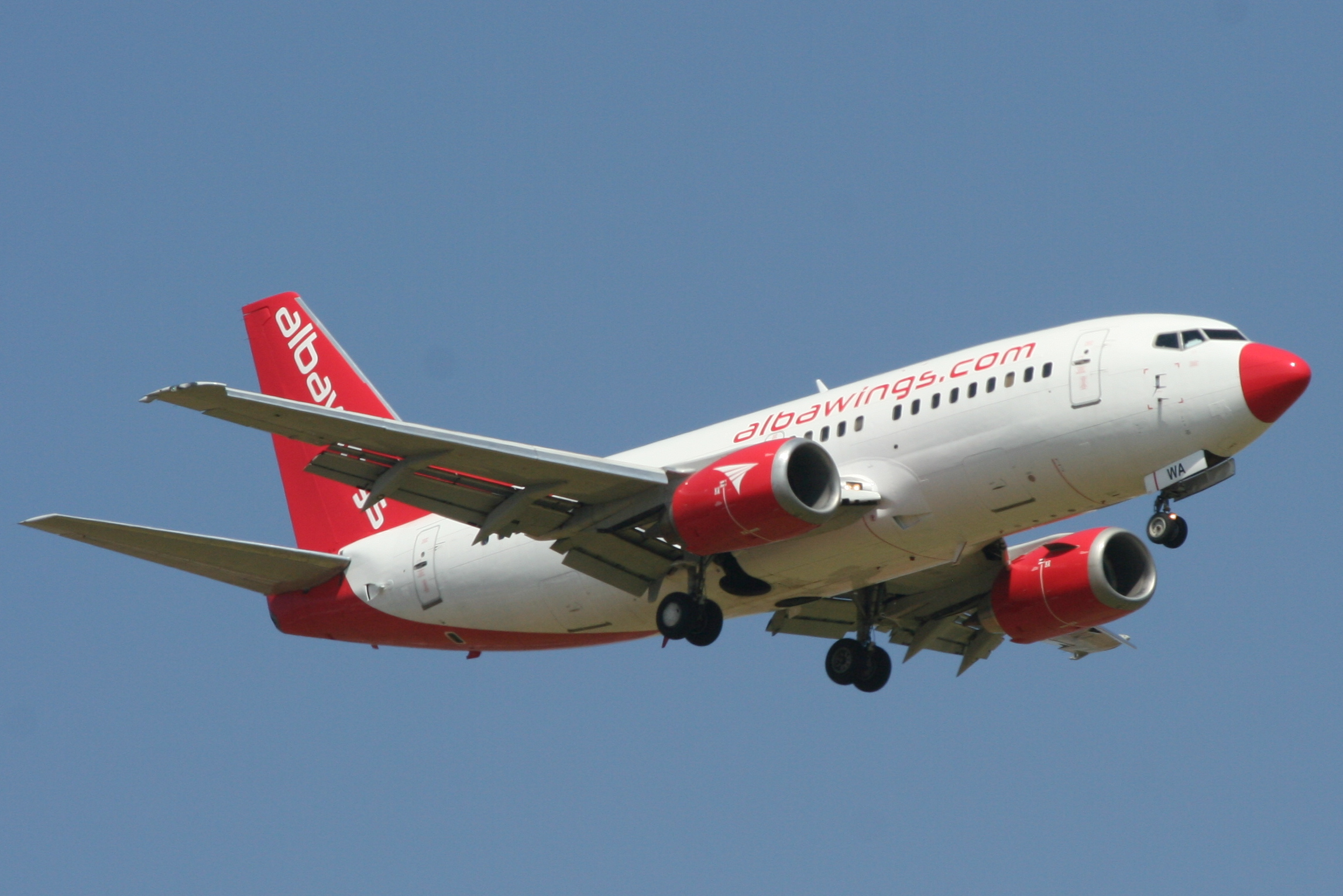
آلبا وینگز بوئینگ ۷۳۷–۵۰۰

ناوگان متشکل از هواپیما زیر در دسامبر ۲۰۱۶: